# Connor Budarick
Connor Budarick (sinh ngày 4 tháng 4 năm 2001) là một cầu thủ bóng bầu dục Úc đang chơi cho Câu lạc bộ bóng đá Gold Coast trong Giải bóng đá Úc (AFL).

## Cuộc đời
Budarick sinh ra ở Nam Úc nhưng đã chuyển đến Gold Coast ở Queensland khi 9 tuổi. Cha của anh, Craig, là một cầu thủ bóng đá chuyên nghiệp người Úc, người đã được soạn thảo cho Sydney Swans với số 110 trong Dự thảo VFL 1989. Thời thiếu niên, Connor bắt đầu chơi bóng đá cho Labrador Tigerers và gia nhập học viện phát triển Gold Coast Suns khi mới 12 tuổi. Anh ấy đã ra mắt NEAFL cho Southport khi 16 tuổi và trở thành một người thường xuyên dự bị cho đội tuyển Gold Coast Suns năm 2017. Budarick đã tham dự Helensvale State High School trong suốt những năm tuổi thiếu niên và được trao học bổng để tham gia chương trình AFL Sport of Excellence của trường.
Dẫn đầu mùa giải năm 2019, Budarick được bầu làm đội trưởng của học viện Suns và được trao Hunter Harrison Medal cho cầu thủ học viện hoạt động hàng đầu trong NAB League. Sau đó, anh được chọn để đại diện cho đồng minh tại 2019 AFL Under 18 Championships nơi các màn trình diễn của anh mang lại cho All-Australian.

## Sự nghiệp AFL
Budarick đã ra mắt liên đoàn bóng đá AFL trước câu lạc bộ Port Adelaide trong Vòng 1 của mùa giải AFL 2020.